# Ángel Millán Esteban
Ángel Millán Esteban (Villarroya de la Sierra, Zaragoza, 1947) es un músicólogo, docente y escritor español que se especializa en el estudio de la trompeta.

## Carrera
Doctor por la Universidad de Zaragoza y Académico Numerario de la Real Academia de Nobles y Bellas Artes de San Luis de Zaragoza. Titulado superior en la especialidad de Trompeta, master en Estética y Creatividad Musical y doctor en Música. Es autor de varias obras musicales, técnicas y literarias, así como de historia en el área de Aragón y Valencia. En su obra destacan los estudios sobre los orígenes de la trompeta y su evolución en la historia musical, así como estudios sobre el piano. Destaca en su faceta de compositor y arreglista para todo tipo de agrupaciones, ballet y conjuntos camerísticos.

## Obras
- Aloda (Almàssera, Ed. Tot per l'Aire, 2007)
- Historia de las bandas de música en Aragón (Zaragoza : Comuniter, 2001. ISBN 84-931475-3-2)
- La Trompeta (Zaragoza, Ed. Mira)
- Programa de estudios sobre los orígenes de la trompeta y su evolución en la historia musical (Murcia : Expomúsica Pacheco, 1985. ISBN 84-398-5649-0)
- 20 Estudios contemporáneos : trompeta y piano (Almàssera, Ed. Tot per l'Aire, 2016)
- Aloda II: cuatro trompetas (Almàssera, Ed. Tot per l'Aire, 2007)
- Banda Sinfónica de Aragón un proyecto social educativo (1995–1998)(Zaragoza, Navarro & Navarro Impresores, 2009)
- El santuario de la Virgen de la Sierra encuentro con un milenio de historia (Zaragoza : Diputación Provincial, Departamento de Publicaciones, D.L. 1995. ISBN 84-7820-226-9)
- Ofióssea : diez estudios [para trompeta] sobre temas populares del folclore español : vol. 2 (Almàssera, Ed. Tot per l'Aire, 2005)
- Funciones y aportaciones técnicas, simbólicoasociativas y representativas asignadas por Richard Wagner a las trompetas en la tetralogía "El anillo del nibelungo" [4]